# Class Editori
Class Editori S. p.A. es un conglomerado mediático italiano con sede en Milán. Cotiza en la Bolsa de Milán desde el 30 de noviembre de 1998.

## Historia
Fundada en 1986 por Paolo Panerai, la editorial se ocupa, principalmente, de información financiera y de noticias sobre estilo de vida.
El grupo publica los siguientes periódicos y revistas en Italia:
- MF Milano Finanza
- Italia Oggi
- Capital
- Class
- Luna
- Gentleman
- Campus
- Case & Country
- Patrimoni
- Global Finance

La compañía opera tres canales de televisión por satélite y televisión digital en Italia:
- Class News
- Class Life (asociado a Alice Home TV)
- Class CNBC (asociado a NBCUniversal y Mediaset)

Class Editori incluye la agencia de noticias MF Dow Jones News (asociada a la empresa Dow Jones & Company), la estación de radio clásica llamada Radio Classica, y una participación en Worldspace Italia (33%).